# Baryceros parvituberculatus
Baryceros parvituberculatus là một loài tò vò trong họ Ichneumonidae.